# 장노
장노(萇奴, ? ~ ?)는 중국 후한 말의 무장이다.

## 생애
원술(袁術)을 섬겼다.
건안(建安) 원년(196년) 1월, 헌제(獻帝)는 장안(長安)을 빠져나와 낙양(洛陽)으로 향하였고, 잠시 하동(河東)에 머물렀다. 연주목(兗州牧) 조조(曹操)는 헌제를 맞이하고자 하였고, 곧바로 종제 조홍(曹洪)에게 군세를 주어 파견하였다. 장노는 원술의 명령으로 원술 및 위장군(衛將軍) 동승(董承)과 함께 요새를 수비하여 조홍의 진군을 막았다.